# Bob-Weltmeisterschaft 1949
Die 10. Bob-Weltmeisterschaft fand 1949 auf der Olympischen Bobbahn  von 1932, dem Mount Van Hoevenberg Olympic Bobsled Run in Lake Placid in den Vereinigten Staaten und damit erstmals in Übersee statt. Wie im Jahr zuvor bei den Olympischen Spielen siegten die Schweizer Endrich und Waller im Zweierbob. Im siegreichen Viererbob saßen mit d’Amico und Martin ebenfalls zwei Olympiasieger von 1948.

## Terminierung
Die ursprüngliche Austragung der Bob-Weltmeisterschaft war im Zweierbob für den 29. Januar und im Viererbob für den 6. Februar 1949 geplant. Bereits Anfang Januar 1949 mussten die WM-Organisatoren allerdings eine Terminverschiebung bekannt geben, schwere Schneefälle hatten die Naturbahn beschädigt. Daraufhin sollten die Zweierbob-Wettbewerbe nun am 5. und 6. Februar und die Viererbob-Wettbewerbe am 12. und 13. Februar 1949 stattfinden. Mitte Januar 1949 mussten die Organisatoren erneut eine Verschiebung verkünden, da die Schneefälle ausgeblieben waren, die für den Bau der Bobbahn benötigt wurden. Als neue Termine wurden nun für den Zweierbob-Wettbewerb der 12. und 13. Februar und für den Viererbob-Wettbewerb der 19. und 20. Februar 1949 genannt. Der Termin für den Viererbob-Wettbewerb wurde später noch auf den 21. und 22. Februar 1949 verschoben.
Durch einen neuerlichen Wärmeeinbruch war aber auch zumindest der Termin des Zweierbob-Wettbewerbs nicht zu halten und musste verschoben werden. Letztlich startete die WM mit dem Zweierbob-Wettbewerb am 20. Februar 1949.

## Tod im Training
Am 10. Februar 1949 verunglückte der Belgier Max Houben, einer der WM-Mitfavoriten im Viererbob, beim  Zweierbob-Training tödlich. Der Silbermedaillengewinner der Olympischen Spiele von St. Moritz im Viererbob wurde in einer Kurve aus der Bahn getragen und erlag eineinhalb Stunden später seinen Verletzungen. Die belgische Mannschaft zog sich daraufhin von der WM zurück.

## Zweierbob
Zur Entscheidung im Zweierbob traten nach dem Rückzug der belgischen Bobs auf Grund des tragischen Todes von Max Houben nur noch sechs Bobs aus den USA, der Schweiz und Frankreich an. Der Wettbewerb lebte von dem Schweizer Zweikampf zwischen dem Altmeister und Titelverteidiger Fritz Feierabend und seinen Lehrlingen, der noch verhältnismäßig jungen Olympiasiegercrew Endrich/Haller. Beide waren mit Pilot Fritz Feierabend 1947 Weltmeister im Viererbob geworden, mussten sich aber im kleinen Schlitten mit dem Vizeweltmeistertitel hinter Feierabend begnügen. Nun sahen Endrich/Waller nach zwei Läufen bereits wie die sicheren Sieger aus, doch Feierabend, der im ersten Lauf nur die drittbeste Zeit gefahren war, wurde von Lauf zu Lauf immer schneller. Nach dem dritten Lauf hatte der Doppelweltmeister von 1947 auf Endrich/Haller nur noch 11 Hundertstel Rückstand, ein für damalige Bahn- und Zeitmessungsverhältnisse äußerst knapper Rückstand. Erst durch einen neuen Bahnrekord konnten sich die jungen Olympiasieger mit einem letztlich beruhigenden Vorsprung von 64 Hundertstel ihren ersten Weltmeistertitel im Zweierbob sichern. Gastgeber USA konnte durch olympischen Bronzemedaillengewinner Frederick Fortune erneut Bronze bejubeln. Pech hatten die französischen Bobs. Während René Charlet nach einem Sturz den Bob mit großem Rückstand wenigstens ins Zielsteuern konnte, stürzte das andere französische Duo Saint Calbre/Adam schwer und zog sich Verletzungen zu.
| Platz | Land   | Sportler                        | 1. Lauf | 2. Lauf | 3. Lauf | 4. Lauf | Gesamt  |
| ----- | ------ | ------------------------------- | ------- | ------- | ------- | ------- | ------- |
| 1     | SUI I  | Felix Endrich Fritz Waller      | 1:19,56 | 1:20,39 | 1:19,60 | 1:18,97 | 5:18,52 |
| 2     | SUI II | Fritz Feierabend Heinrich Angst | 1:20,86 | 1:19,71 | 1:19,09 | 1:19,50 | 5:19,16 |
| 3     | USA I  | Frederick Fortune John McDonald | 1:20,83 | 1:20,00 | 1:20,37 | 1:20,17 | 5:21,37 |
| 4     | USA II | Tuffield Latour Leo J. Martin   |         |         |         |         | 5:22,13 |
| 5     | FRA I  | René Charlet Amédée Ronzel      |         |         |         |         | 5:33,48 |

## Viererbob
Die Entscheidung bei den großen Schlitten wurde am 22. Februar 1949 ausgetragen. Letztlich waren es noch vier Bobs, die an den Start gingen, wobei lange nicht klar war, ob der französische Bob nach den Ereignissen im Zweierbob starten würde. Da zu jener Zeit die Eisbahnen immer wieder neu gebaut wurden, spielte der Heimvorteil noch eine viel größere Rolle. So überraschte es nicht, dass sich die Gastgeber letztlich revanchierten und einen Doppelsieg feierten. Allerdings überraschte der Wettbewerbsausgang, denn es gewann nicht der olympische Bronzemedaillengewinner von St. Moritz, sondern der bis dahin völlig unbekannte Stanley Benham. Der Feuerwehrmann aus Lake Placid hatte offensichtlich die übrig gebliebene Crew von Olympiasieger Francis Tyler übernommen und sofort eine schlagkräftiges Team daraus geformt. Bei seinem ersten internationalen Auftritt glückte ihm daher gleich der Weltmeistertitel, und das mit einem beachtlichen Vorsprung. Titelverteidiger Fritz Feierabend holte sich immerhin Bronze.
| Platz | Land   | Sportler                                                    | Zeit        |
| ----- | ------ | ----------------------------------------------------------- | ----------- |
| 1     | USA II | Stanley Benham Patrick Martin William Casey William D’Amico | 4:53,27 min |
| 2     | USA I  | James Bickford Henry Sterns Pat Buckley Donald Dupree       | 4:56,29 min |
| 3     | SUI    | Fritz Feierabend Werner Spring Fritz Waller Heinrich Angst  | 4:59,86 min |
| 4     | FRA    | René Charlet ?                                              | 5:06,14 min |

## Medaillenspiegel
| Platz | Land               | Gold | Silber | Bronze | Gesamt |
| ----- | ------------------ | ---- | ------ | ------ | ------ |
| 1     | Schweiz            | 1    | 1      | 1      | 3      |
| 1     | Vereinigte Staaten | 1    | 1      | 1      | 3      |